# النص (مسلسل)
النص هو مسلسل مصري بدأ عرضه في رمضان 2025. من إخراج حسام علي ومن بطولة أحمد أمين، أسماء أبو اليزيد، صدقي صخر وحمزة العيلي، تم بث المسلسل لأول مرة بتاريخ 1 مارس 2025.

## القصة
تدور أحداث المسلسل في ثلاثينيات القرن العشرين حيث تروي قصة حياة (عبدالعزيز النُص) ويتحول من مجرد نشال سيئ السمعة إلى بطل شعبي، وذلك بعد تأسيسه حركة مقاومة وطنية ضد الاحتلال الإنجليزي، وينضم لها العديد من الأشخاص من مختلف أطياف المجتمع.
المسلسل مبني على كتاب باسم (مذكرات نشال) للصحفي حسني يوسف، وهو جزء من سلسلة مذكرات أصدرها الصحفي حسني يوسف والذي قابل عبد العزيز في مقر جريدة «لسان الشعب» عام 1924 ليروي له قصة حياته.

## الممثلون والشخصيات
| الممثل           | الشخصية التي لعبها |
| ---------------- | ------------------ |
| أحمد أمين        | عبد العزيز النص    |
| أسماء أبو اليزيد | رسمية              |
| صدقي صخر         | الصاغ علوي         |
| حمزة العيلي      | درويش              |

## روابط خارجية
- النص على موقع قاعدة بيانات الأفلام العربية
- النص على موقع ليتربوكسد (الإنجليزية)
- النص على موقع قاعدة بيانات الفيلم (الإنجليزية)